# Myotis nigricans
Myotis nigricans é uma espécie de morcego da família Vespertilionidae. Pode ser encontrada na América Central e na América do Sul.

## Habitat
O gênero Myotis consiste em mais de 100 espécies em todo o mundo, exceto na Antártica. Especificamente, a espécie Myotis nigricans é encontrada no sul do México (Veracruz, Oaxaca e Chiapas) ao Peru, Bolívia, norte da Argentina, Paraguai, sul do Brasil, Trinidad e Tobago e Pequenas Antilhas (St. Martin, Montserrat e Granada). Esta espécie de morcego vive em espaços como cascas de árvores, folhagens e tetos de edifícios e casas. Myotis nigricans é capaz de coabitar com outras espécies de seu gênero, compartilhando comida e poleiros. No entanto, relatou-se que há competição por comida e poleiros com outros morcegos insetívoros.

## Ciclo de vida
A gestação dura 60 dias. Nos primeiros dois ou três dias após o nascimento, os filhotes permanecem próximos à mãe. Após esse período, as mães deixam seus filhotes em grupos no poleiro à noite para caçar. Em seu retorno ao poleiro, as mães usarão as habilidades olfativas e auditivas para localizar seus respectivos filhotes. Na segunda semana após o nascimento, os jovens já atingem o peso de um adulto. Passam a voar na terceira semana e leva de uma a duas semanas antes que se tornem completamente hábeis voando. O desmame ocorre na quinta ou sexta semana após o nascimento e ocorre durante a estação das chuvas, em abril, quando há abundância de insetos. A qualquer momento após o desmame, o morcego adulto deixará o poleiro em que nasceu. Ademais, é possível que o Myotis nigricans chegue a sete anos de idade.

## Comportamento
Estudos que testam as habilidades autodirecionais da Myotis nigricans sugerem que são capazes de reconhecer uma área com um raio de 13 km. Alguns morcegos que foram deslocados a 50 km do poleiro conseguiram encontrar o caminho de volta em 2 dias. Em condições climáticas favoráveis, os morcegos deixam o poleiro uma hora após o pôr do sol e voltam da caça uma hora antes do nascer do sol.
A temperatura corporal varia, dependendo da temperatura ambiente. Quando a temperatura corporal está mais baixa, os morcegos entram em estado de torpor e permanecem nesse estado até que a temperatura corporal aqueça. A fim de resfriar a temperatura corporal, apresentam termorregulação comportamental, espalhando-se no poleiro em grupos menores.

## Dieta e predação
Myotis nigricans é principalmente insetívora, com poucos casos de consumo de frutas observado. Os morcegos jovens apresentam altas taxas de mortalidade devido à predação, doenças e parasitismo. Gambás, gatos e outros morcegos são alguns predadores mamíferos desta espécie. Outros predadores incluem cobras, baratas e aranhas. Os morcegos jovens também enfrentam o problema dos ectoparasitas, incluindo ácaros, ácaros dos morcegos, carrapatos, ácaros, pulgas e moscas-morcego.

## Galeria

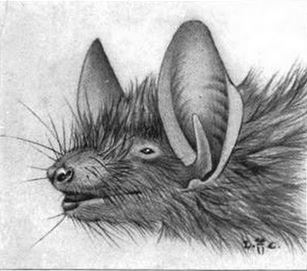
Ilustração
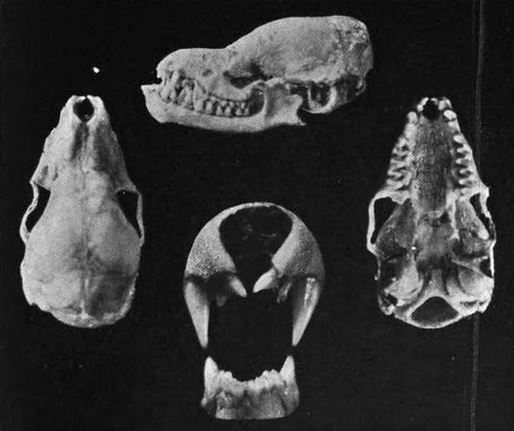
Crânio
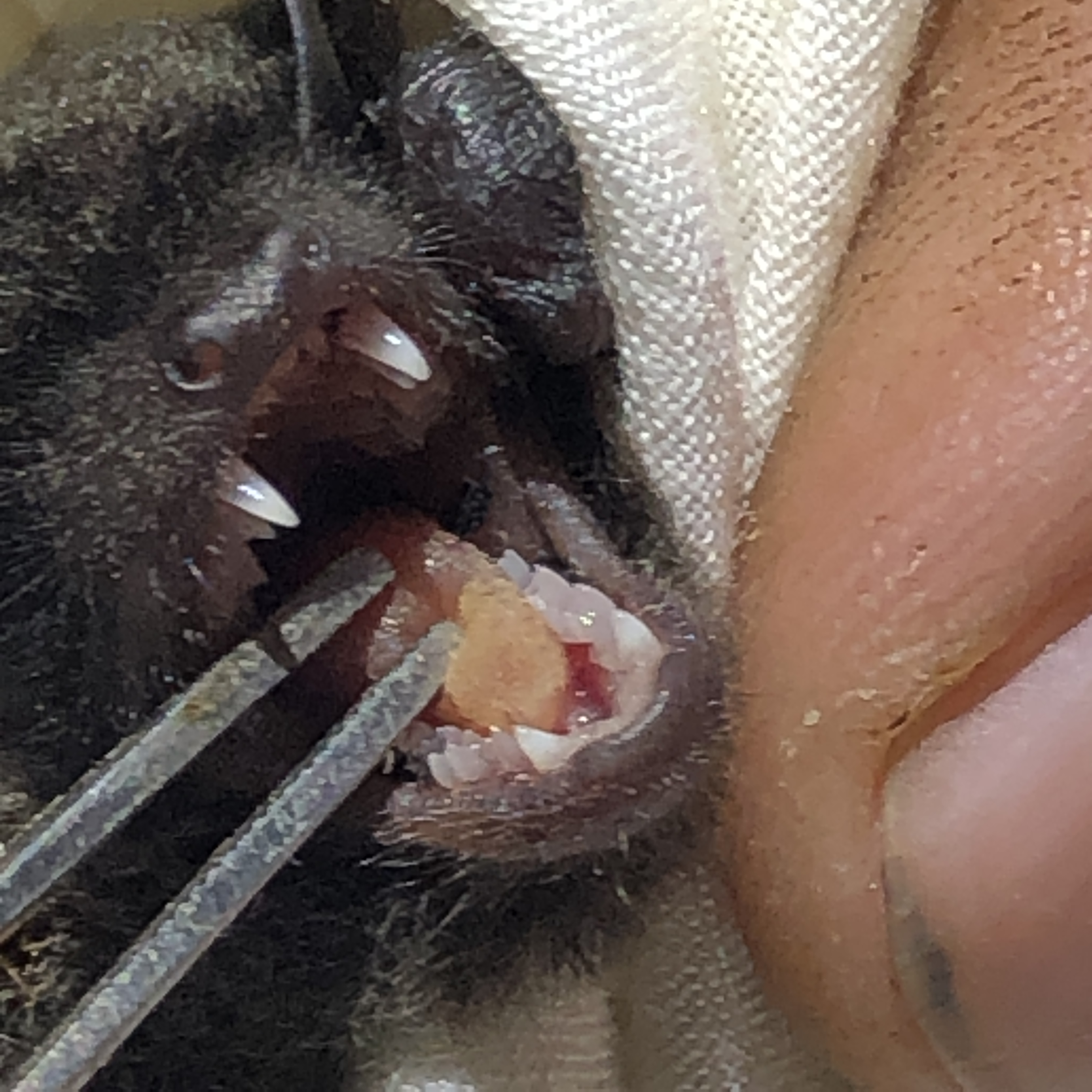
Dentes
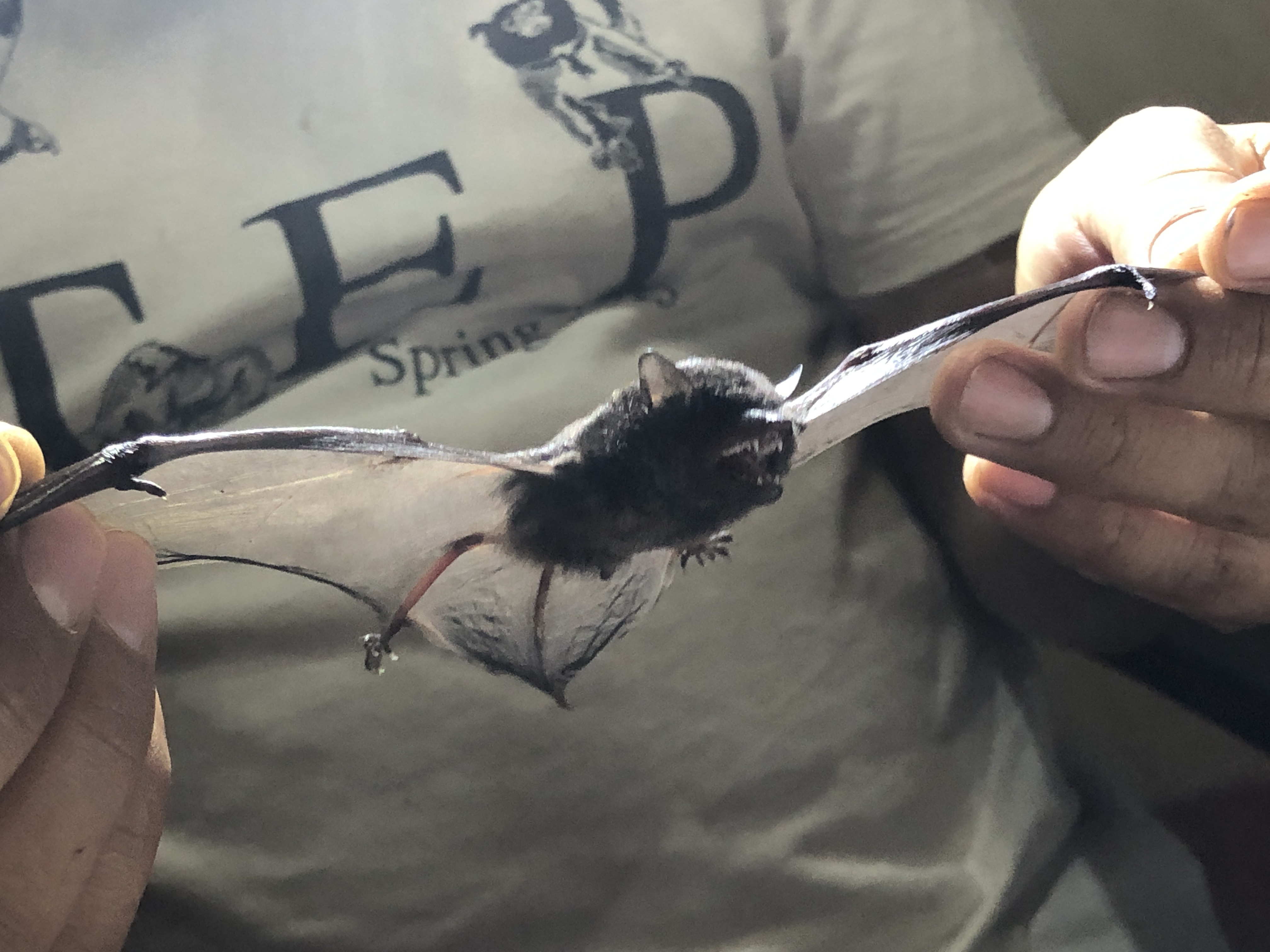
Asas